# Astyanax procerus
Astyanax procerus es una especie de pez de agua dulce que integra el género Astyanax, de la familia Characidae, cuyos integrantes son denominados comúnmente mojarras o lambaríes. Habita en ambientes acuáticos templados del centro-este de Sudamérica. 

## Taxonomía
Esta especie fue descrita originalmente en el año 2013 por los ictiólogos Carlos A. S. de Lucena, Jonas Blanco Castro y Vinicius A. Bertaco.
Localidad y ejemplares tipo
La localidad tipo es: «Brasil, estado de Río Grande del Sur, Nicolau Vergueiro, arroyo Quebra Dentes, en las coordenadas: 28°36′09″S 52°27′03″O / -28.60250, -52.45083». El holotipo es el catalogado como: MCP 47002, el cual midió 101,8 mm. Fue colectado el 19 de enero de 1999 por R. E. Reis, J. F. P. da Silva y E. H. L. Pereira.
Etimología
Etimológicamente, el nombre genérico Astyanax proviene de Astianacte, un personaje de la mitología griega que estuvo involucrado en la guerra de Troya. El término específico procerus es una palabra en latín (griego para los autores) que significa ‘esbelto’, ‘alto’, en referencia a que la altura de su cuerpo es una de las características particulares de la especie. Es un adjetivo en aposición.

## Características
Astyanax procerus, al igual que A. dissensus y A. xiru, tiene la región predorsal escamada. Al igual que esta última tiene los dientes de la serie externa del premaxilar pentacuspidados mientras que los de la serie interna son heptacuspidados, tiene un diente de la mandíbula tri o pentacuspidado, presenta de 18 a 23 radios ramificados en la aleta anal y dos manchas humerales. Se la diferencia por su mayor altura corporal (38,3 a 46,0 % de la longitud estándar), mientras que A. xiru es una especie relativamente baja (32,5 a 37,5 % de la longitud estándar).

## Distribución
Se distribuye en el centro-este de América del Sur, siendo endémico del estado de Río Grande del Sur, en el sur del Brasil, e hidrográficamente de la cuenca de la laguna de los Patos, la cual posee pendiente costera (Atlántica).
Ecorregionalmente es exclusivo de la ecorregión de agua dulce laguna dos Patos.